# Lu Yao
Lu „Somnus丶M“ Yao (chinesisch 路垚, * 16. Dezember 1995), der unter dem Nicknamen „Maybe“ bekannt wurde, ist ein chinesischer E-Sportler, der in der Disziplin Dota 2 für das Team Elephant spielt. Er erreichte bei drei Ausgaben von The International Platzierungen auf dem Podium. Lu erspielte mehr als 3.100.000 US-Dollar Preisprämien, gehört damit zu den finanziell erfolgreichsten E-Sportlern und lag bis Oktober 2021 auf Platz eins der chinesischen Rangliste.

## Karriere
Lu begann seine E-Sports-Karriere mit dem Spiel Defense of the Ancients. Obwohl viele Teams bereits zum Nachfolger Dota 2 gewechselt waren, blieb er dem Spiel treu und wurde Anfang 2013 von Vici Gaming unter Vertrag genommen. Nachdem er seine Karriere bis 2014 pausiert hatte, um sich auf sein Studium zu konzentrieren, trat Lu nun in der Disziplin Dota 2 für die Organisation LGD Gaming an. Nur zwei Monate später wurde er in das Nachwuchsteam LGD.CDED versetzt. Die Mannschaft machte sich noch im selben Jahr unabhängig, sodass Lu ab Oktober 2014 für CDEC Gaming antrat. Im folgenden Jahr kehrte er zu LGD Gaming zurück und gewann in der Saison die dritte Auflage der i-League. Bei seiner ersten Teilnahme bei The International, dem bedeutendsten Dota-2-Turnier, erreichte er den Dritten Platz. Im Anschluss an das Turnier unterzeichnete Lu einen Vier-Jahres-Vertrag mit der Organisation. 2016 verpasste das Team größere Erfolge, konnte allerdings im Folgejahr bei The International 2017 mit einem Platz unter den besten Vier wieder auf sich aufmerksam machen.
Für Lu war 2018 das erfolgreichste Jahr seiner Karriere. Nach dem Finaleinzug bei den Asienmeisterschaften siegte er mit dem Team, das im April 2018 aufgrund einer Partnerschaft zu PSG.LGD umfirmiert wurde, bei dem EPICENTER XL und dem MDL Changsha Major. Zum Abschluss der Saison zog Lu ins Finale von The International 2018 ein, wo seine Mannschaft mit 2:3 gegen OG unterlag. 2019 scheiterte PSG.LGD bei dem Wettkampf im Finale des unteren Brackets an Team Liquid und wurde Dritter. Im nächsten Jahr lief der Vertrag zwischen Lu und der Organisation aus und er trat dem neu gegründeten Team Elephant bei. Bei der Teilnahme an der zehnten Auflage von The International scheiterte er mit seiner neuen Mannschaft bereits in der ersten Runde des Hauptevents. Nach dem Turnier wurden Lu und seine Mitspieler freigestellt und er unterschrieb einen Vertrag mit dem Team Royal Never Give Up, zu dem auch Teamkollegen aus seiner Zeit bei PSG.LGD gehören.
Mit RNG gelang 2022 zwar die Qualifikation für das The International, erneut gelang es dem Team von Lu jedoch nicht über die erste Hauptrunde hinauszukommen. Im Mai 2023 verließ Lu Royal Never Give Up und spielt seitdem für das Team Azure Ray. Im Oktober 2023 war er Teil des Nationalteams der VR China, das bei den Asienspielen in Hangzhou Gold gewann.

## Erfolge (Auswahl)
| Datum     | Platz | Turnier                      | Preisgeld |
| --------- | ----- | ---------------------------- | --------- |
| Mai 2015  | 1.    | i-League Season 3            | 042.025 $ |
| Aug. 2015 | 3.    | The International 2015       | 442.310 $ |
| Aug. 2017 | 4.    | The International 2017       | 345.630 $ |
| Apr. 2018 | 2.    | Dota Asia Championships 2018 | 027.000 $ |
| Mai 2018  | 1.    | EPICENTER XL                 | 100.000 $ |
| Mai 2018  | 1.    | MDL Changsha Major 2018      | 080.000 $ |
| Aug. 2018 | 2.    | The International 2018       | 817.029 $ |
| Aug. 2019 | 3.    | The International 2019       | 617.941 $ |